# Contretemps (film, 1991)
Pour les articles homonymes, voir Contretemps.
Pour plus de détails, voir Fiche technique et Distribution.
Contretemps est un film français réalisé par Jean-Daniel Pollet et sorti en 1990.

## Fiche technique
- Titre : Contretemps
- Réalisation : Jean-Daniel Pollet
- Scénario : Jean-Daniel Pollet
- Commentaire : Julia Kristeva et Philippe Sollers
- Photographie : Alain Levent et Jean-Daniel Pollet
- Son : Véronique Tiron et Christian Vallée
- Montage : Françoise Geissler
- Musique : Antoine Duhamel
- Production : Ilios Films
- Pays d'origine :  France
- Genre : documentaire
- Durée : 110 minutes
- Date de sortie : France - 18 avril 1990[1]